# Tobias Slotsager
Tobias Slotsager, né le 1er janvier 2006 à Morud (en) au Danemark, est un footballeur danois qui évolue au poste de défenseur central à l'Hellas Verona.

## Biographie

### En club
Né à Morud (en) au Danemark, Tobias Slotsager commence le football avec le club local du Morud IF où il joue alors comme milieu offensif ou attaquant, avant de rejoindre l'Odense BK. C'est à l'OB qu'il est repositionné défenseur central et se révèle alors comme l'un des joueurs les plus prometteurs du club.
Slotsager intègre pour la première fois le groupe professionnel à l'âge de 16 ans en janvier 2022, où il a l'occasion de jouer un match amical durant la trêve hivernale face au FC Fredericia. Il compose ce jour-là la charnière centrale de son équipe aux côtés d'Alexander Juel Andersen et son équipe s'impose par deux buts à un.
Le 21 mai 2022, il joue son premier match en professionnel, lors d'une rencontre de Superligaen, l'élite du football danois, contre le Vejle BK. Il entre en jeu à la place de Jakob Breum et son équipe s'incline par deux buts à un ce jour-là.
Slotsager s'impose en équipe première à partir de la deuxième partie de la saison 2022-2023, devenant un titulaire régulier dans la défense centrale de l'OB à 17 ans, sous les ordres d'Andreas Alm, son entraineur, qui l'a lancé dans le monde professionnel. Le jeune défenseur contribue notamment à une série d'invincibilité de son équipe lors de la fin de cette saison.
En janvier 2024 il est élu meilleur jeune joueur et meilleur joueur de l'Odense BK pour l'année 2023. C'est la première fois dans l'histoire du club qu'un joueur remporte ces deux distinctions la même année.
Le 3 février 2025, lors du dernier jour du mercato hivernal, Tobias Slotsager rejoint l'Italie en signant en faveur de l'Hellas Vérone.

### En sélection
Tobias Slotsager représente l'équipe du Danemark des moins de 17 ans. Il joue un total de sept matchs entre 2022 et 2023, et marque un but.